# Izoxazol
Az izoxazol heterociklusos aromás vegyület, olyan azol, melynek gyűrűjében a nitrogénatom szomszédja oxigénatom. Összefoglaló néven az ilyen gyűrűt tartalmazó vegyületeket izoxazoloknak nevezzük.
Izoxazol gyűrű található néhány természetes anyagban, például az iboténsavban. Számos gyógyszerben is előfordul az izoxazol váz, ilyen például a COX-2-gátló valdekoxib, vagy a cukorbetegség elleni glizoxepid. Az izoxazol egyik származéka, a furoxán nitrogén-monoxid leadására képes.

## Fordítás
Ez a szócikk részben vagy egészben  az   Isoxazole című angol Wikipédia-szócikk ezen változatának fordításán alapul.  Az eredeti cikk szerkesztőit annak laptörténete sorolja fel. Ez a jelzés csupán a megfogalmazás eredetét és a szerzői jogokat jelzi, nem szolgál a cikkben szereplő információk forrásmegjelöléseként.

## Külső hivatkozások
- Synthesis of isoxazoles (overview of recent methods)